# So Lucky
A So Lucky (magyarul: Olyan szerencsés) egy dal, mely Moldovát képviselte a 2011-es Eurovíziós Dalfesztiválon. A dalt a moldáv Zdob și Zdub együttes adta elő angol nyelven. Az együttes már korábban is részt vett a dalversenyen: 2005-ben az akkor debütáló Moldova eddigi legjobb eredményét elérve a hatodik helyen zártak.
A dal a 2011. február 26-án rendezett moldáv nemzeti döntőben nyerte el az indulás jogát. A döntőben egy zsűri pontjai és a nézők telefonos szavazatai közösen alakították ki az eredményt. A dal mindkét listán a második helyen végzett, de ez összesítésben elég volt a győzelemhez.
Az Eurovíziós Dalfesztiválon a dalt először a május 12-én rendezett második elődöntőben adták elő, a fellépési sorrendben hetedikként, az ukrán Mika Newton Angel című dala után, és a svéd Eric Saade Popular című dala előtt. Az elődöntőben 54 ponttal a tizedik helyen végzett, így továbbjutott a május 14-i döntőbe. A dal címéhez hűen szerencsésen, egyetlen ponttal előzték meg a tizenegyedik, már kieső helyen végző Belgiumot.
A május 14-i döntőben a fellépési sorrendben tizenötödikként adták elő, a brit Blue együttes I Can című dala után és a német Lena Meyer-Landrut Taken by a Stranger című dala előtt. A szavazás során 97 pontot szerzett, egy országtól, Romániától begyűjtve a maximális 12 pontot. Ez a tizenkettedik helyet jelentette a huszonöt fős mezőnyben.

## Slágerlistás helyezések
| Slágerlisták (2011) | Lh.* |
| ------------------- | ---- |
| Egyesült Királyság  | 153  |

*Lh. = Legjobb helyezés.